# تياغو رودريغز
تياغو رودريغز (بالبرتغالية: Tiago Filipe Sousa Nóbrega Rodrigues‏) (29 يناير 1992 بفيلا ريال في البرتغال - ) هو لاعب كرة قدم برتغالي في مركز الوسط. شارك مع منتخب البرتغال تحت 18 سنة لكرة القدم ومنتخب البرتغال تحت 19 سنة لكرة القدم ومنتخب البرتغال تحت 21 سنة لكرة القدم. أما مع النوادي، فقد لعب مع فيتوريا دي غيماريش ونادي بورتو ونادي ماريتيمو وناسيونال ماديرا ونادي الحزمVitória S.C. B ‏ وAmarante F.C. ‏ وFC Porto B ‏.

## وصلات خارجية
- تياغو رودريغز على موقع اتحاد تركيا (لاعب) (الإنجليزية)
- تياغو رودريغز على موقع قاعدة بيانات كرة القدم.إي يو (الإنجليزية)
- تياغو رودريغز على موقع Soccerway.com (الإنجليزية)
- تياغو رودريغز على موقع عالم كرة القدم.نت (الإنجليزية)
- تياغو رودريغز على موقع AS.com (الإسبانية)